# 대한민국 민법 제2조
대한민국 민법 제2조는 신의성실에 대한 민법 총칙상 조문이다. 신의성실 원칙이 어떠한 사례에서 적용되는지에 대해서는 학계에서도 여러 가지 의견이 있지만, ‘신의성실원칙’의 손자뻘쯤 되는 위치에서 작용하고 있을 것으로 생각된다. 신의성실의 원칙은 권리남용 금지와 함께 민법을 지배하는 대원칙으로 간주된다. 1항의 신의에 아닌 신의를 이 국어 문법에 맞는 표현으로 일본 민법에 나오는 ‘信義に從い’란 표현을 기계적으로 옮기다 보니 이런 일이 일어났을 것으로 추정된다.

## 조문
제2조(신의성실) ① 권리의 행사와 의무의 이행은 신의에 좇아 성실히 하여야 한다.

② 권리는 남용하지 못한다.

第2條(信義誠實) ① 權利의 行使와 義務의 履行은 信義에 좇아 誠實히 하여야 한다.
②權利는 濫用하지 못한다.

## 비교 조문

### 일본의 유사 민법 조문
일본민법 제1조
1. 사권은 공공의 복지에 적합하여야 한다.
2. 권리의 행사 및 의무의 이행은 신의에 좇아 성실하여 하여야 한다.
3. 권리의 남용은 이를 허용하지 아니한다.

### 독일의 유사 민법 조문
독일민법 § 226 시카아네 금지 타인을 해칠 목적으로만 하는 권리의 행사는 허용되지 않는다
§ 242 신의성실 채무자는 거래 관행을 고려하여 신의에 좇아 성실히 의무를 이행하여야 한다. 

독일민법 § 226 Schikaneverbot Die Ausübung eines Rechts ist unzulässig, wenn sie nur den Zweck haben kann, einem anderen Schaden zuzufügen.

§ 242 Leistung nach Treu und Glauben Der Schuldner ist verpflichtet, die Leistung so zu bewirken, wie Treu und Glauben mit Rücksicht auf die Verkehrssitte es erfordern.

### 중국의 유사 민법 조문
중국민법 제4조 민사활동은 자원, 공평, 등가배상, 성실신용의 원칙을 따라야만 한다.

中国民法 第四条  民事活动应当遵循自愿、公平、等价有偿、诚实信用的原则。

### 프랑스 민법
계약은 신의에 맞게 이행되어야 한다. 

### 스위스 민법
제2조 1항 권리행사와 의무이행에 있어서 모든 사람은 신의성실에 따라 행동하여야 한다.

### 민법의 파생 조문
본 조의 신의성실의 원칙에 따라 사정 변경이 있을 경우 법률관계를 변경해 주어야 할 의무가 발생한다.
민법 제557조(증여자의 재산상태변경과 증여의 해제) 증여계약후에 증여자의 재산상태가 현저히 변경되고 그 이행으로 인하여 생계에 중대한 영향을 미칠 경우에는 증여자는 증여를 해제할 수 있다.

민법 제286조(지료증감청구권) 지료가 토지에 관한 조세 기타 부담의 증감이나 지가의 변동으로 인하여 상당하지 아니하게 된 때에는 당사자는 그 증감을 청구할 수 있다.

민법 제312조의2(전세금 증감청구권) 전세금이 목적 부동산에 관한 조세·공과금 기타 부담의 증감이나 경제사정의 변동으로 인하여 상당하지 아니하게 된 때에는 당사자는 장래에 대하여 그 증감을 청구할 수 있다. 그러나 증액의 경우에는 대통령령이 정하는 기준에 따른 비율을 초과하지 못한다.

민법 제628조(차임증감청구권) 임대물에 대한 공과부담의 증감 기타 경제사정의 변동으로 인하여 약정한 차임이 상당하지 아니하게 된 때에는 당사자는 장래에 대한 차임의 증감을 청구할 수 있다.

또한 권리남용의 경우 권리를 박탈하기도 한다.
민법 제924조(친권상실의 선고) 부 또는 모가 친권을 남용하거나 현저한 비행 기타 친권을 행사시킬 수 없는 중대한 사유가 있는 때에는 법원은 제777조의 규정에 의한 자의 친족 또는 검사의 청구에 의하여 그 친권의 상실을 선고할 수 있다.

권리남용의 하나로 모순행위를 금지하고 있다. (금반언)
민법 제452조 (양도통지와 금반언) 양도인이 채무자에게 채권양도를 통지한 때에는 아직 양도하지 아니하였거나 그 양도가 무효인 경우에도 선의인 채무자는 양수인에게 대항할 수 있는 사유로 양도인에게 대항할 수 있다.

## 사례
- 주택의 소유권자라는 딸이 호주로 이민가면서 부모와 남동생 가족 6명에게 3년간 꽁짜로 살도록 하였는데 3년 후 집을 비워줄 것을 요구하였고 남동생은 2년간만 더 살수 있도록 애원하자 월세 25만원에 2년간 더 살수 있도록 해주면서 `월세를 2개월 이상 연체할 경우' 집을 비워주기로 약속하였다. 간염 등의 지병으로 경제력이 없는 남동생은 고령의 부모를 부양하느라 한번도 월세를 내지 못했으며 딸은 집을 비워 달라며 건물명도 청구소송을 냈는데 딸도 부모에 대한 부양의무가 있는데도 이 사건 이유로 청구하는 것은 부자 간의 인륜을 파괴하는 행위로 권리남용에 해당한다"[4]

- 19세 미성년자의 이름으로 그의 부친이 몰래 연대보증을 섰고 주채무자의 채무불이행으로 9년 뒤 대신 갚아야 하는 경우 분쟁조정위원회는 "미성년 자녀를 보증인으로 내세우는 부모의 행위는 친권의 남용에 해당된다"면서 "김씨의 연대보증계약은 무효이므로 할부금융회사는 김씨의 보증채무를 삭제하라[5]

- 퇴직한 회사에서 밀린 휴가비 172만원을 200kg가 넘는 동전으로 받은 경우는 신의성실의 원칙은 위반이다[6].
- 시가 43억 원의 건물과 시가 18억 원의 토지가 있는데 경매를 통하여 토지를 취득한 자가 그 지상 건물의 철거와 토지의 인도를 구하는 사안에서, 건물의 철거로 인한 권리행사자의 이익보다 건물 소유자의 손해가 현저히 크고 사회경제적으로도 큰 손실이 될 것으로 보이기는 하나, 건물소유자가 위 건물에 대한 권리를 인수할 당시 그 철거가능성을 알았다고 보이는 점, 토지에 대한 투자가치가 있어 건물 철거 등의 청구가 권리행사자에게 아무런 이익이 없다거나 오직 상대방에게 손해를 입히려는 것이라고 보기 어려운 점 등에 비추어, 권리남용에 해당하지 않는다[7]

## 판례
- 신의성실의 원칙에 반하는 것 또는 권리남용은 강행규정에 위배되는 것이므로 당사자의 주장이 없더라도 법원은 직원으로 판단할 수 있다[8]

## 참고 문헌
- 오현수, 일본민법, 진원사, 2014. ISBN 9788963463452
- 오세경, 대법전, 법전출판사, 2014 ISBN 9788926210277
- 이준현 , LOGOS 민법 조문판례집, 미래가치, 2015. ISBN 9791155020869

## 같이 보기
- 신의성실의 원칙
- 권리남용 금지의 원칙
- 사정변경의 원칙
- 실효의 원칙
- 법인격부인론
- 금반언
- 더러운 손
- 형평법